# Acht Gezichten van Xiaoxiang

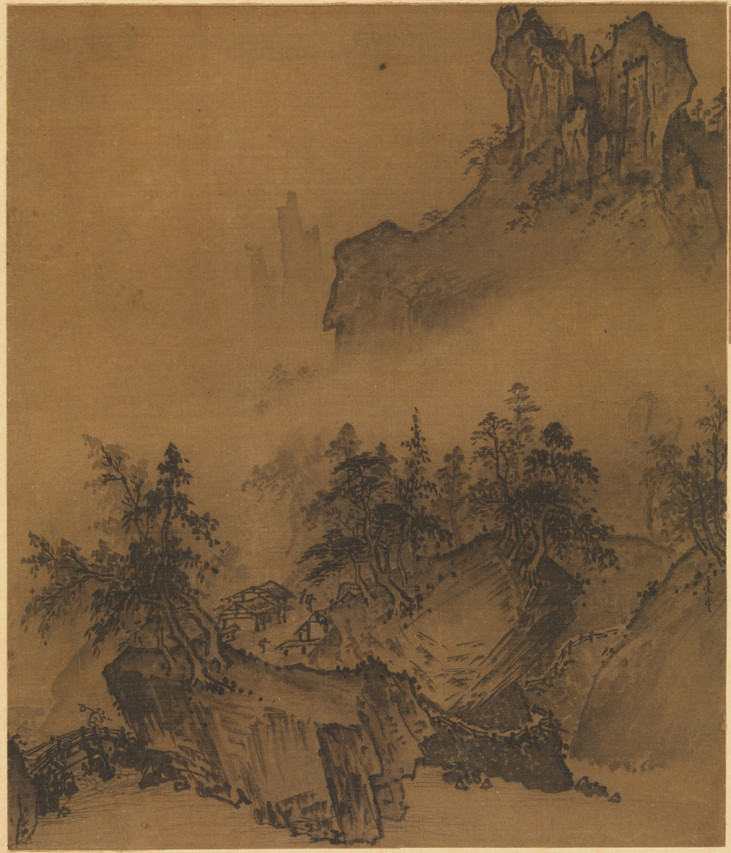
Het bergdorp in optrekkende mist door Xia Gui, gewassen inkt op papier

De Acht Gezichten van Xiaoxiang (潇湘八景; pinyin:
Xiāoxiāng Bājǐng) zijn taferelen in het zuidoosten van China die sinds de periode van de Song-dynastie het onderwerp vormen van gedichten en schilderwerken. Xiaoxiang (瀟湘) is een oude benaming voor het gebied dat overeenkomt met de huidige provincie Hunan. Het gebied is vernoemd naar de rivier de Xiang. Het adjectief xiao betekent 'helder en diep' en werd veel gebruikt in beschrijvingen van de Xiang.
De Acht Gezichten zijn:
- De nachtelijke regen op Xiaoxiang (潇湘夜雨); in Yongzhou
- Terugkerende wilde ganzen boven het vlakke strand (平沙落雁); in Hengyang
- De avondklok van een in mist gehulde tempel (烟寺晚钟); in Hengyang
- Het bergdorp in optrekkende mist (山市晴岚); in Xiangtan
- Sneeuw in de avond versmelt de rivier met de lucht (江天暮雪); op de Xiang in Changsha
- Een vissersdorp in de avondvloed (渔村夕照); in Taoyuan
- De maan in de herfst boven het Dongtingmeer (洞庭秋月)
- Een zeilschip keert terug van een verre reis (远浦归帆); in Xiangyin, in het noorden van Hunan

## Geschiedenis
In de Periode van de Strijdende Staten was Xiaoxiang een onherbergzaam gebied in de onafhankelijke staat Chu. Naar verluidt werd de hofdichter Qu Yuan (339 v.Chr.–278 v.Chr.) door de keizer naar deze streek verbannen. Qu schreef hier een groot aantal gedichten waarin hij zijn lot betreurde. Hij pleegde zelfmoord door zich te verdrinken. Sindsdien kwam Xiaoxiang in de poëzie en literatuur symbool te staan voor een onrechtvaardige ballingschap van een bekwaam ambtenaar.

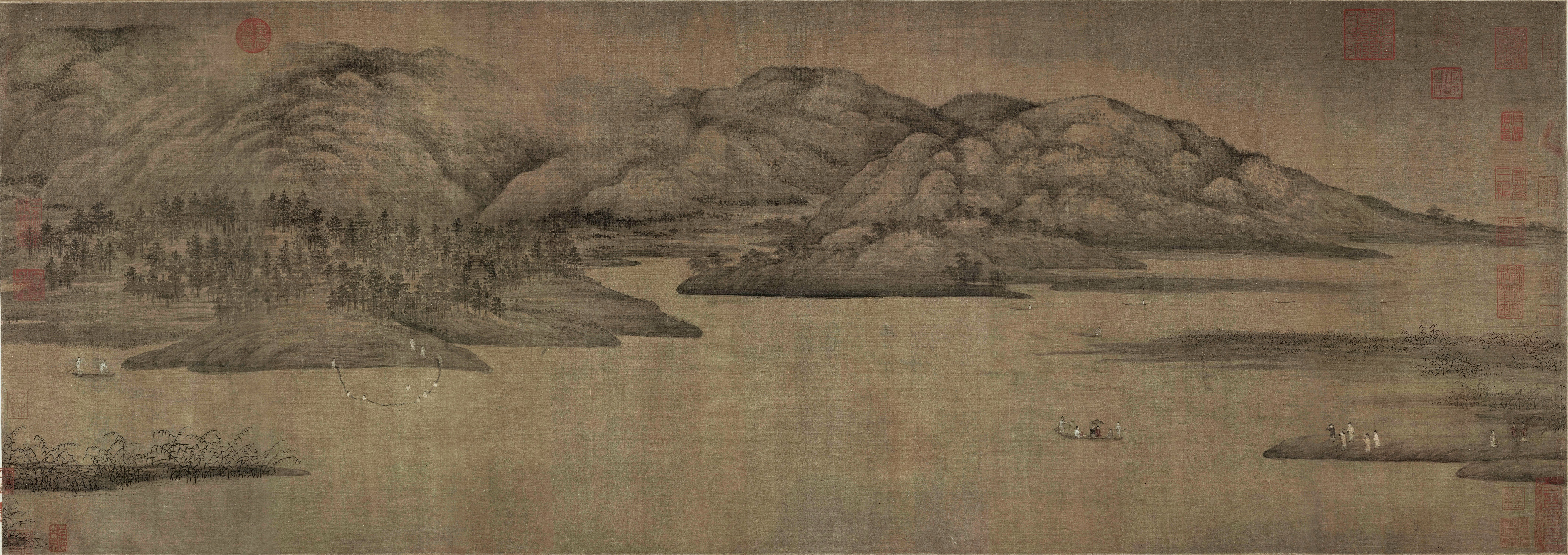
De Xiang afgebeeld door Dong Yuan (10e eeuw), collectie Paleismuseum in de Verboden Stad

Een van de oudst bewaard gebleven afbeeldingen van Xiaoxiang is een handrol van Dong Yuan (ca. 934–ca. 962). Ten tijde van de Song-dynastie werd de streek als een door ziekte geteisterd gebied plek vol barbaren en wilde beesten beschouwd. Tijdens de regering van keizer Shenzong schilderde de hofschilder Song Di (ca. 1015–1080) de Acht Gezichten voor het eerst als een serie. De volledige serie is niet bewaard gebleven.
In navolging van Song Di kozen veel andere kunstschilders de Acht Gezichten als thema, waaronder de hofschilder Xia Gui (ca. 1180–1224). Het ging hen niet zozeer om hoe het landschap van Xiaoxiang er werkelijk uitzag, maar veeleer om het weergeven van de sfeer van elk tafereel. De oudste complete serie is van de hand van de relatief onbekende Wang Hong (fl. ca. 1131–ca. 1161). De Acht Gezichten was een favoriet thema van chàn-kunstenaars als de 13e-eeuwse monnik Muqi Fachang. Ook Japanse kunstenaars hebben hun interpretatie van de Acht Gezichten gegeven, zoals Hashimoto Gahō (1835–1908) en Yokoyama Taikan (1868–1958) van de Kanō-school.

## Symboliek
Kunstwerken die de Acht Gezichten afbeelden hebben vaak verbanning of verlichting als thema. De afzonderlijke taferelen bevatten doorgaans veel symbolen. De titel 'Terugkerende wilde ganzen boven het vlakke strand' verwijst zo meerdere keren naar Qu Yuan. Zo is het karakter voor 'vlak' (平; Píng) ook Qu's roepnaam; Yuan is namelijk zijn omgangsnaam. Het zand is een verwijzing naar Qu's verdrinkingsdood in de zanderige rivieren in de regio. Li Bai en veel andere dichters schreven dan ook dat Qu het "zand omarmde".

## Invloed
De Acht Gezichten van Xiaoxiang inspireerden tot tal van andere 'Acht Gezichten' in China, Japan en Korea. Een bekend voorbeeld zijn de Acht Gezichten van Taiwan.